# Hannes Messemer
Hannes Messemer, född 17 maj 1924 i Dillingen an der Donau, Bayern, död 2 november 1991 i Aachen, Nordrhein-Westfalen, var en tysk skådespelare.
När han började sin bana som skådespelare 1947 hade han ingen formell utbildning. Han spelade vid olika mindre teatrar, tills han blev mer allmänt uppmärksammad vid mitten av 1950-talet. Då började han också arbeta som filmskådespelare där hon ofta gestaltade militärer. Messemer kom att tilldelas det tyska filmpriset vid två tillfällen. 1957 för sin roll i Rose och kärleken och 1958 för Djävulen kom om natten.
Messemer gjorde sin sista roll i TV-filmen Langusten 1989.

## Filmografi, urval
- 1957 – Djävulen kom om natten
- 1957 – Rose och kärleken
- 1958 – Läkaren från Stalingrad
- 1959 – Generalen
- 1959 – Ståltrådssnaran
- 1960 – Lampenfieber
- 1963 – Den stora flykten
- 1966 – Brinner Paris?
- 1974 – Täcknamn Odessa